# Рош (Крёз)
Рош (фр. Roches) — коммуна во Франции, находится в регионе Лимузен. Департамент коммуны — Крёз. Входит в состав кантона Шатлю-Мальвале. Округ коммуны — Гере.
Код INSEE коммуны — 23162.

## Население
Население коммуны на 2010 год составляло 380 человек.
| 1962 | 1968 | 1975 | 1982 | 1990 | 1999 | 2010 |
| ---- | ---- | ---- | ---- | ---- | ---- | ---- |
| 612  | 535  | 484  | 463  | 420  | 389  | 380  |

## Экономика
В 2010 году среди 225 человек трудоспособного возраста (15—64 лет) 150 были экономически активными, 75 — неактивными (показатель активности — 66,7 %, в 1999 году было 67,5 %). Из 150 активных жителей работали 136 человек (82 мужчины и 54 женщины), безработных было 14 (8 мужчин и 6 женщин). Среди 75 неактивных 11 человек были учениками или студентами, 40 — пенсионерами, 24 были неактивными по другим причинам.